# Окк'єппо-Суперіоре
Окк'єппо-Суперіоре (італ. Occhieppo Superiore, п'єм. Ij Cep dë Dzora) — муніципалітет в Італії, у регіоні П'ємонт, провінція Б'єлла.
Окк'єппо-Суперіоре розташований на відстані близько 540 км на північний захід від Рима, 55 км на північний схід від Турина, 9 км на південний захід від Б'єлли.
Населення — 2809 осіб (2014).

## Демографія
Населення за роками:

Станом на 1 січня 2023 року в муніципалітеті офіційно проживало 88 іноземців з 23 країн, серед них 27 громадян країн Євросоюзу та 7 громадян України.

## Сусідні муніципалітети
- Б'єлла
- Камбурцано
- Муццано
- Окк'єппо-Інферіоре
- Поллоне
- Сордеволо